# Планиметрия
Планиме́трия (от лат. planum — «плоскость», др.-греч. μετρεω — «измеряю») — раздел евклидовой геометрии, изучающий двумерные (одноплоскостные) фигуры, то есть фигуры, которые можно расположить в пределах одной плоскости: треугольники, окружности, параллелограммы и т. д.
Первое систематическое изложение планиметрии было дано Евклидом в его труде «Начала».

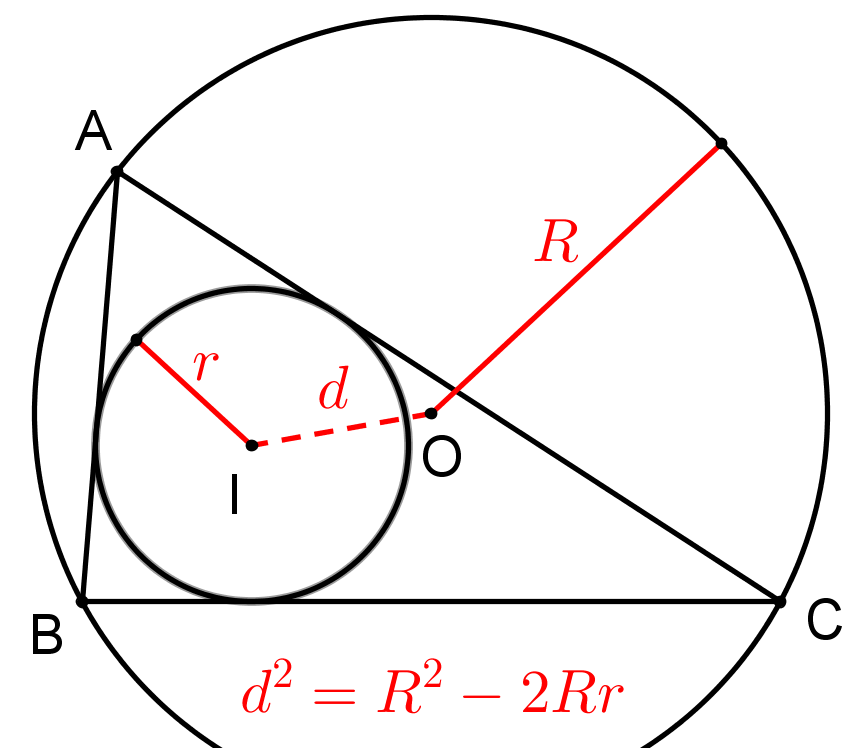
Теорема Эйлера

## Изучение в школьном курсе
При систематическом изучении школьного курса геометрии обычно начинают с изучения планиметрии, а затем приступают к изучению стереометрии, изучающей пространственные фигуры. Основными понятиями школьного курса планиметрии являются точка, прямая, плоскость и расстояние (между двумя точками или от точки до точки), а также некоторые общематематические понятия, такие, как множество, отображение множества на множество и некоторые другие.
Содержание школьного курса из года в год несколько меняется, однако его ядро остаётся в целом неизменным. Планиметрия содержит:
1. Введение (в нём дается определение понятия фигуры как множества точек, изучаются свойства расстояний, определяются понятия аксиомы, теоремы и другие понятия).
2. Перемещения плоскости (движение), то есть преобразования плоскости, сохраняющие расстояния между точками.
3. Параллельность.
4. Построение треугольников. Четырёхугольники.
5. Многоугольники и их площади.
6. Окружность и круг.
7. Подобие и гомотетия.
8. Тригонометрические функции.
9. Метрические соотношения в треугольнике.
10. Вписанные и описанные многоугольники.
11. Длина окружности и площадь круга.

Были попытки излагать обе части геометрии (планиметрию и стереометрию) вместе, слитно, изучая плоские и пространственные фигуры одновременно. Но, как правило, сначала изучают планиметрию, а затем приступают к стереометрии.

## Фигуры, изучаемые планиметрией
- Точка
- Прямая
- Параллелограмм (частные случаи: квадрат, прямоугольник, ромб)
- Трапеция
- Окружность
- Треугольник
- Многоугольник

### Задачники
- В. В. Прасолов. Задачи по планиметрии. — М: Наука, 1986.
- И. Ф. Шарыгин. Задачи по геометрии. Планиметрия. — М.: Наука, 1982. — (Выпуск 17 серии Библиотечка «Квант»)